# Bombon (Camarines Sul)
Bombon é um município de  quinta classe de renda municipal (d) na província Camarines Sul, nas Filipinas. De acordo com o censo de 1 de maio  de  2020 possui uma população de 17 995 pessoas e 4 010 domicílios.